# ريتشارد مالك
ريتشارد مالك (بالألمانية: Richard Malik)‏ (10 ديسمبر 1909 بسيليزيا العليا - 20 يناير 1945) هو لاعب كرة قدم ألماني في مركز الهجوم. شارك مع منتخب ألمانيا لكرة القدم. أما مع النوادي، فقد لعب مع Beuthener SuSV 09 ‏.

## وصلات خارجية
- ريتشارد مالك على موقع قاعدة بيانات كرة القدم.إي يو (الإنجليزية)
- ريتشارد مالك على موقع ناشيونال فوتبول تيمز (الإنجليزية)
- ريتشارد مالك على موقع عالم كرة القدم.نت (الإنجليزية)